# 1101 (szám)
Az 1101 (római számmal: MCI) az 1100 és 1102 között található természetes szám.

## A szám a matematikában
A tízes számrendszerbeli 1101-es a kettes számrendszerben 10001001101, a nyolcas számrendszerben 2115, a tizenhatos számrendszerben 44D alakban írható fel.
Az 1101 páratlan szám, összetett szám, félprím. Kanonikus alakja 31 · 3671, normálalakban az 1,101 · 103 szorzattal írható fel. Négy osztója van a természetes számok halmazán, ezek növekvő sorrendben: 1, 3, 367 és 1101.
Az 1101 huszonkilenc szám valódiosztó-összegeként áll elő, ezek közül a legkisebb az 1395.

## Csillagászat
- 1101 Clematis kisbolygó